# 문경태후
순덕왕후 이씨(順德王后 李氏, 1094년 4월 15일(음력 3월 28일) ~ 1118년 9월 21일(음력 9월 5일)) 또는 문경태후(文敬太后)는 고려 예종의 제2후이며 인종의 어머니이다. 인종대에 문경왕태후(文敬王太后)로 추존되었다.

## 생애
본관은 인천으로, 조선국공 이자겸의 둘째 딸이다. 1094년 음력 3월 28일 탄생하였다. 원래 인주 이씨 집안은 문종 때부터 계속해서 왕후를 배출한 집안으로, 문벌 귀족이라 할 수 있었다. 훗날 아들 인종이 왕위에 오른 뒤, 인종의 외조부가 되는 이자겸은 자신의 다른 두 딸(순덕왕후의 동생들)을 인종과 결혼시켜서 보다 막강한 권력을 노리게 된다. 하지만 이자겸이 축출된 후 인종에게 시집간 두 딸은 인종의 이모가 되는 이유로 폐후가 된다.
순덕태후는 1108년(예종 3년)에 입궁하여 연덕궁주(延德宮主)에 봉해졌고, 1109년(예종 4년)에 사제에서 원자(훗날의 인종)을 낳았다. 이어 1114년(예종 9년)에 정식으로 왕후에 책봉되었으나, 4년 뒤인 1118년(예종 13년) 음력 9월 5일에 젊은 나이로 사망했다.
그녀는 성품이 슬기롭고 부드러워 예종이 무척 사랑했다고 한다. 그녀가 병석에 눕자 예종이 직접 약과 음식을 가져왔고, 그녀가 사망했을 때에는 직접 신봉문(神鳳門) 밖까지 직접 나와 장례행렬을 배웅하기도 하였다. 예종은 그녀가 죽고난 후 몇 번이나 그녀의 혼당에 행차하였으며, 순덕왕후가 사망한지 2년이 지난 1120년(예종 15년) 음력 8월에는 그녀의 혼당을 찾아 오래도록 슬퍼했다.
사망 후 시호를 순덕왕후(順德王后)이라 하고, 아들 인종이 즉위하여 문경왕태후(文敬王太后)로 추존하였다. 훗날 자정(慈靖)이라는 시호가 추가되었다. 능은 수릉(綏陵)이다. 소생으로는 인종과 두 딸이 있다.

## 가족 관계
- 아버지 : 이자겸(李資謙, ?~1126)
- 어머니 : 변한국대부인 최씨(卞韓國大夫人 崔氏)
- 남편 : 예종(睿宗, 1079~1122, 재위:1105~1122)
  - 아들 : 인종(仁宗, 1109~1146, 재위:1122~1146)
  - 동생, 며느리 : 폐비 이씨(廢妃 李氏, ?~1139)
  - 동생, 며느리 : 폐비 이씨(廢妃 李氏, ?~1195)
  - 딸 : 승덕공주(承德公主, ?~?) - 종실 한남백 기와 결혼
  - 딸 : 흥경공주(興慶公主, ?~1176) - 종실 안평공 경과 결혼

## 참고 자료
- 《고려사》〈열전〉